# Tieshan, Chongqing
Tieshan (kinesiska: 铁山) är en köping i sydvästra Kina. Den ligger i stadsdistriktet Dazu i storstadsområdet Chongqing, omkring 100 kilometer väster om det centrala stadsdistriktet Yuzhong. Antalet invånare är 15 669. Befolkningen består av 7 764 kvinnor och 7 905 män. Barn under 15 år utgör 19,0 %, vuxna 15-64 år 63 %, och äldre över 65 år 16,0 %.